# Touquet Tennis Club
Le Touquet Tennis Club est un club de tennis situé au centre tennistique Pierre de Coubertin, place de l’Hermitage au Touquet-Paris-Plage dans le Pas-de-Calais.

## Historique

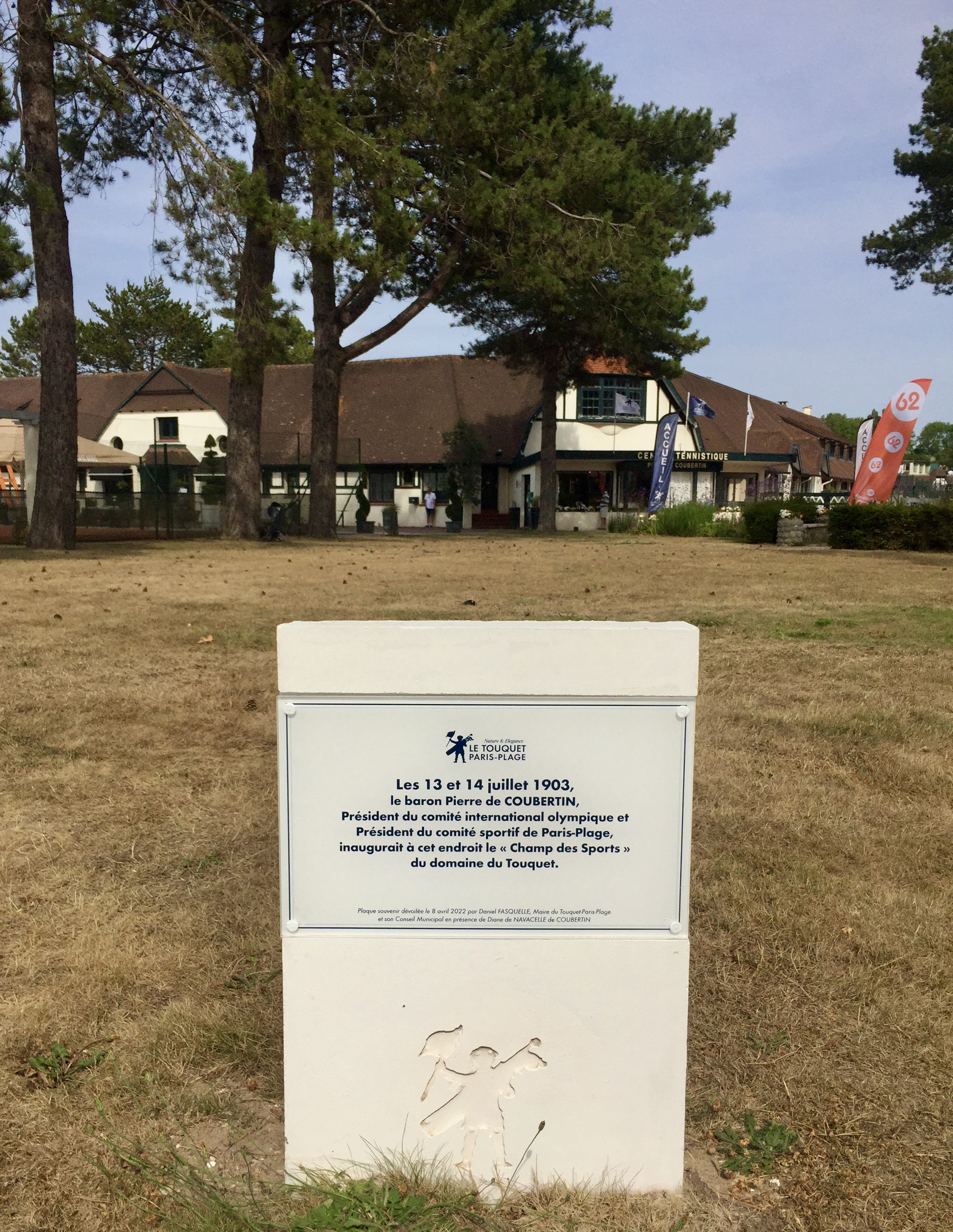
Plaque souvenir en hommage à Pierre de Coubertin.

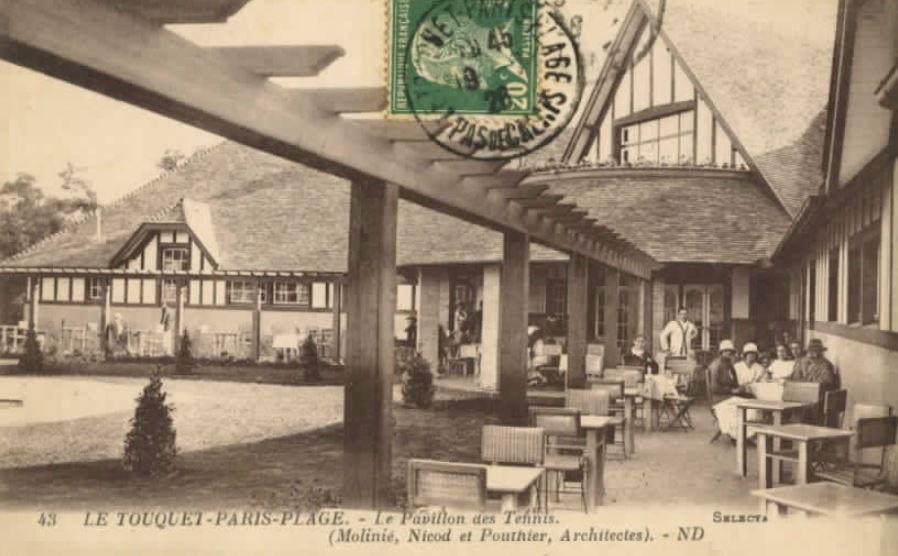
Le pavillon des tennis, 1923.

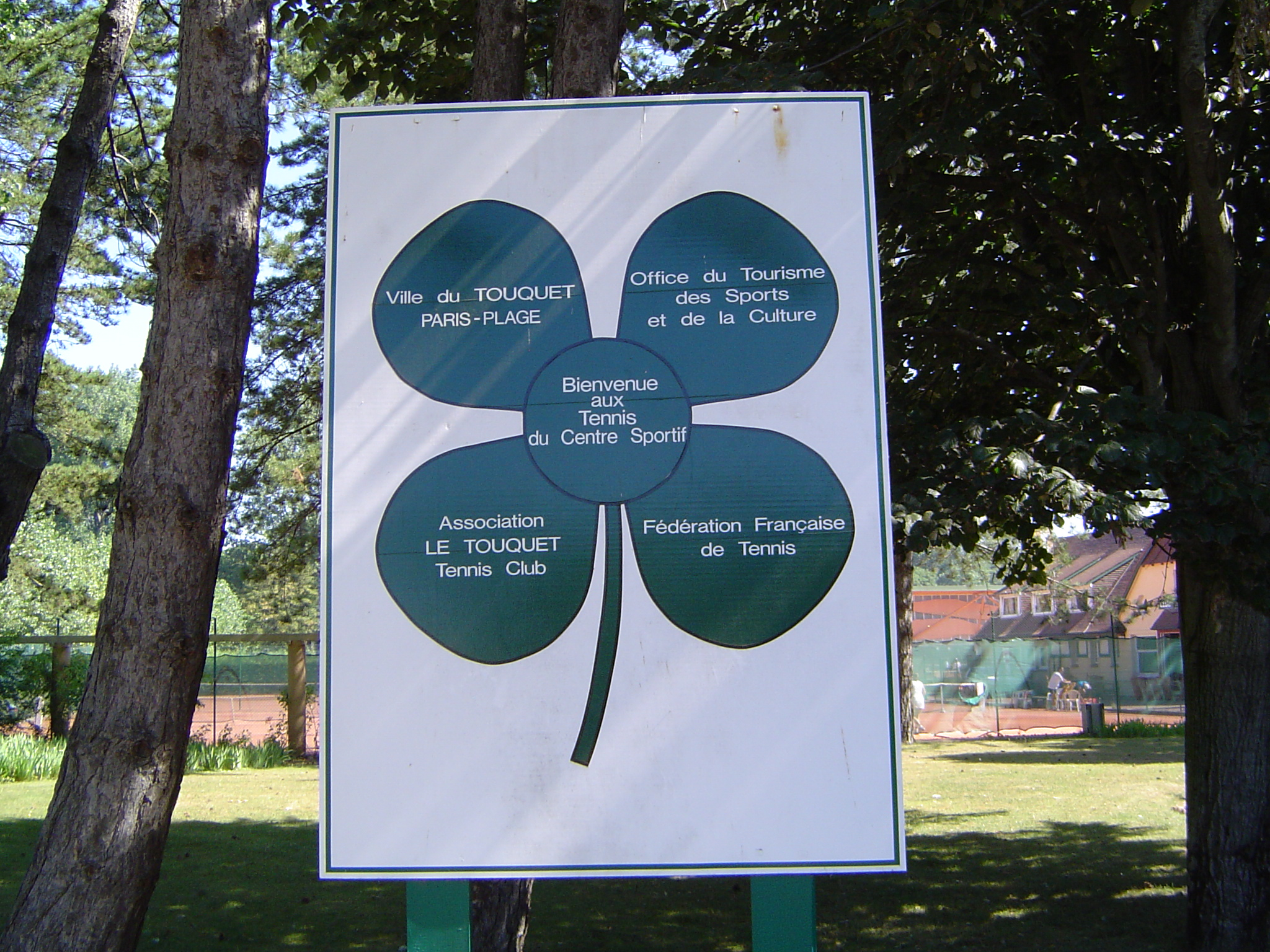
Station des quatre saisons.

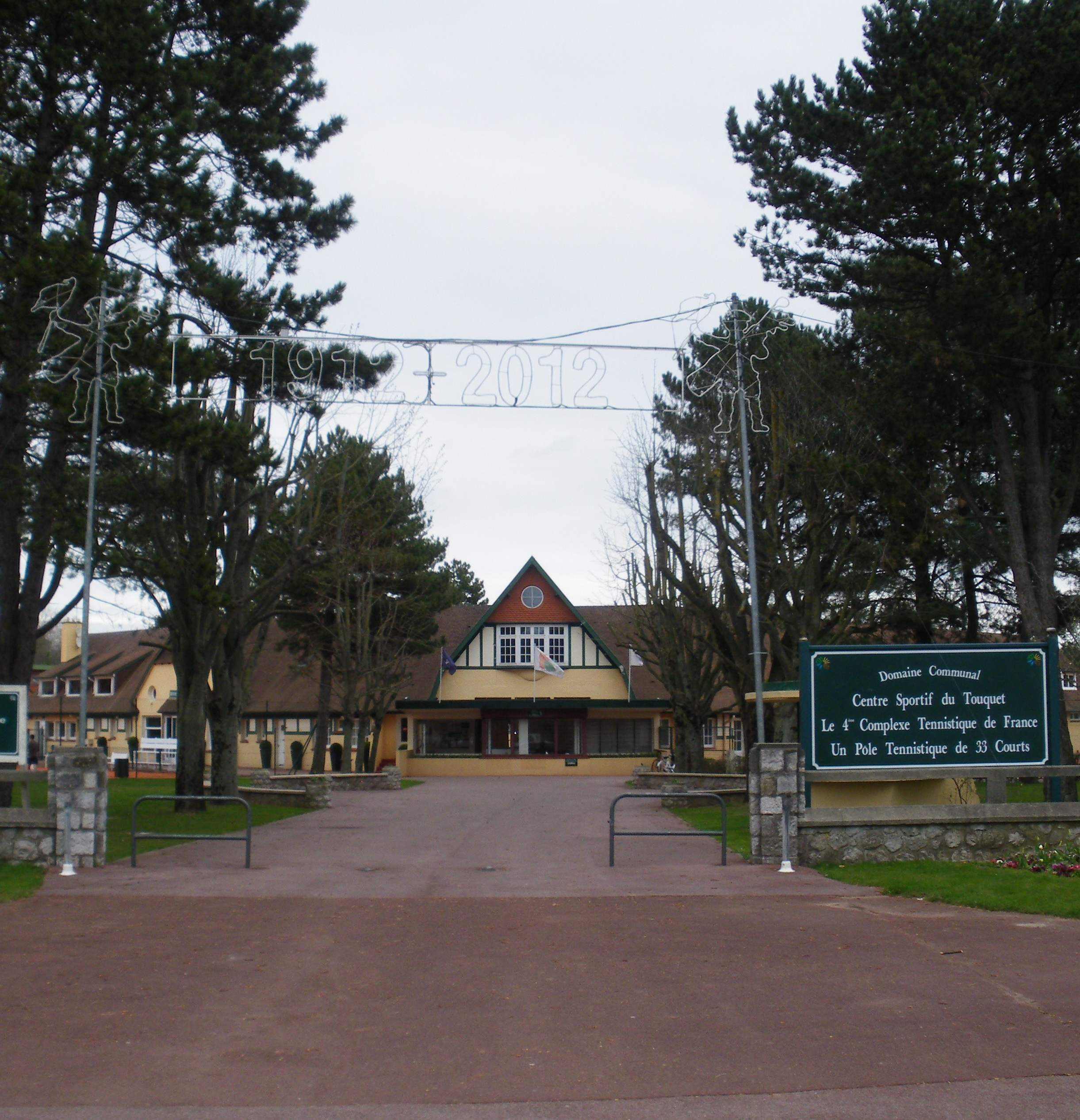
Le Touquet Tennis Club.

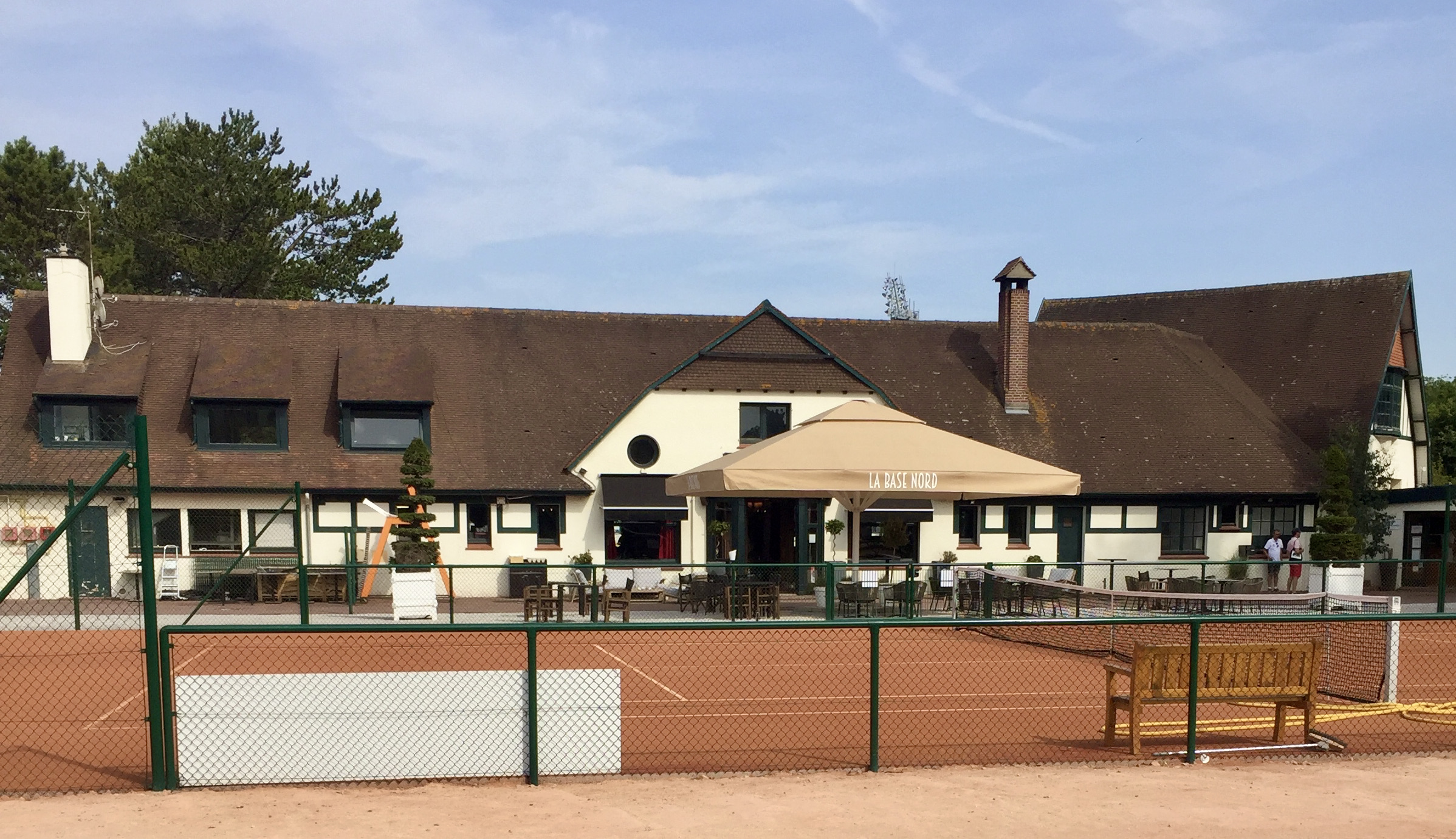

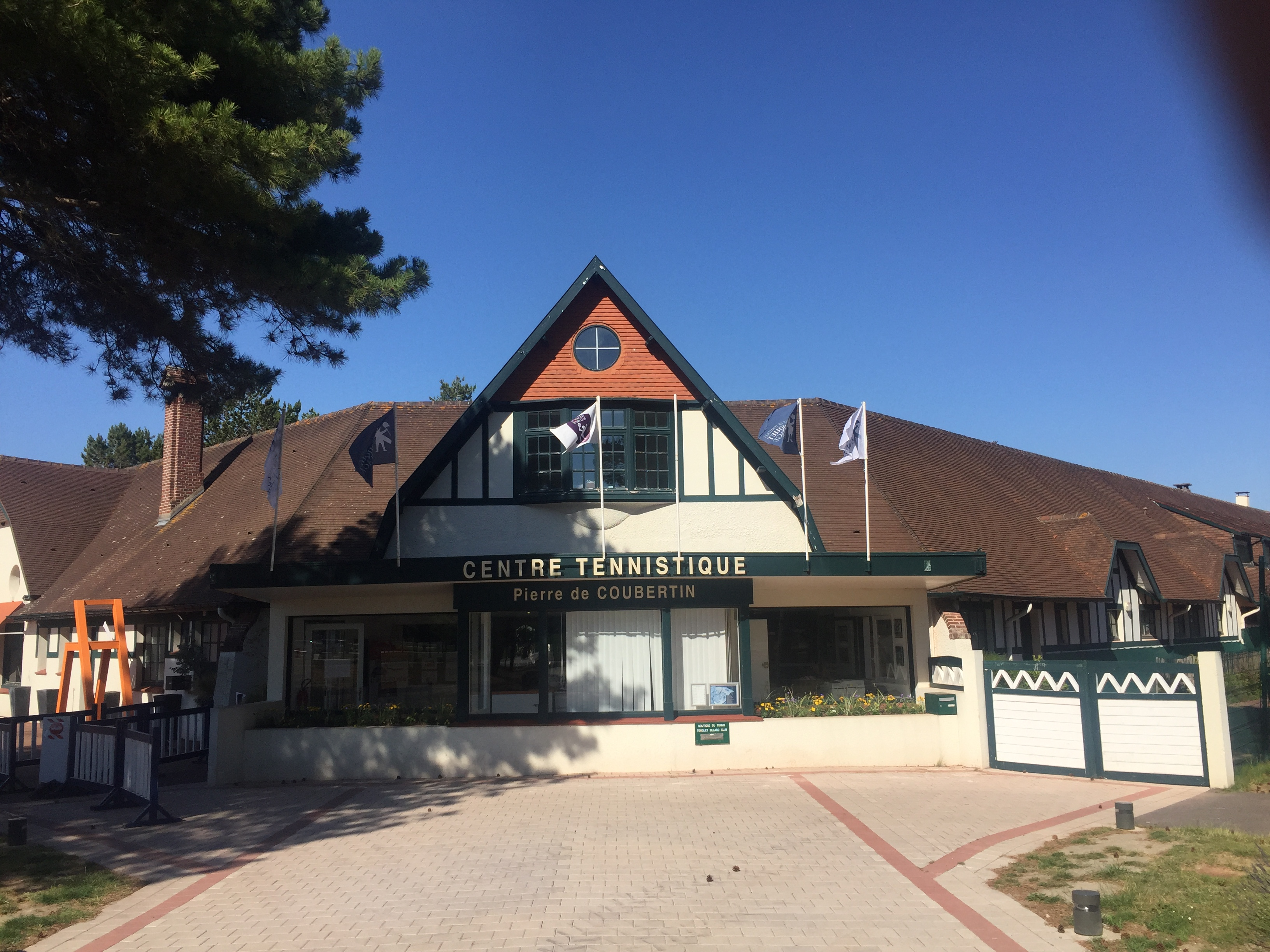
Centre tennistique Pierre-de-Coubertin.

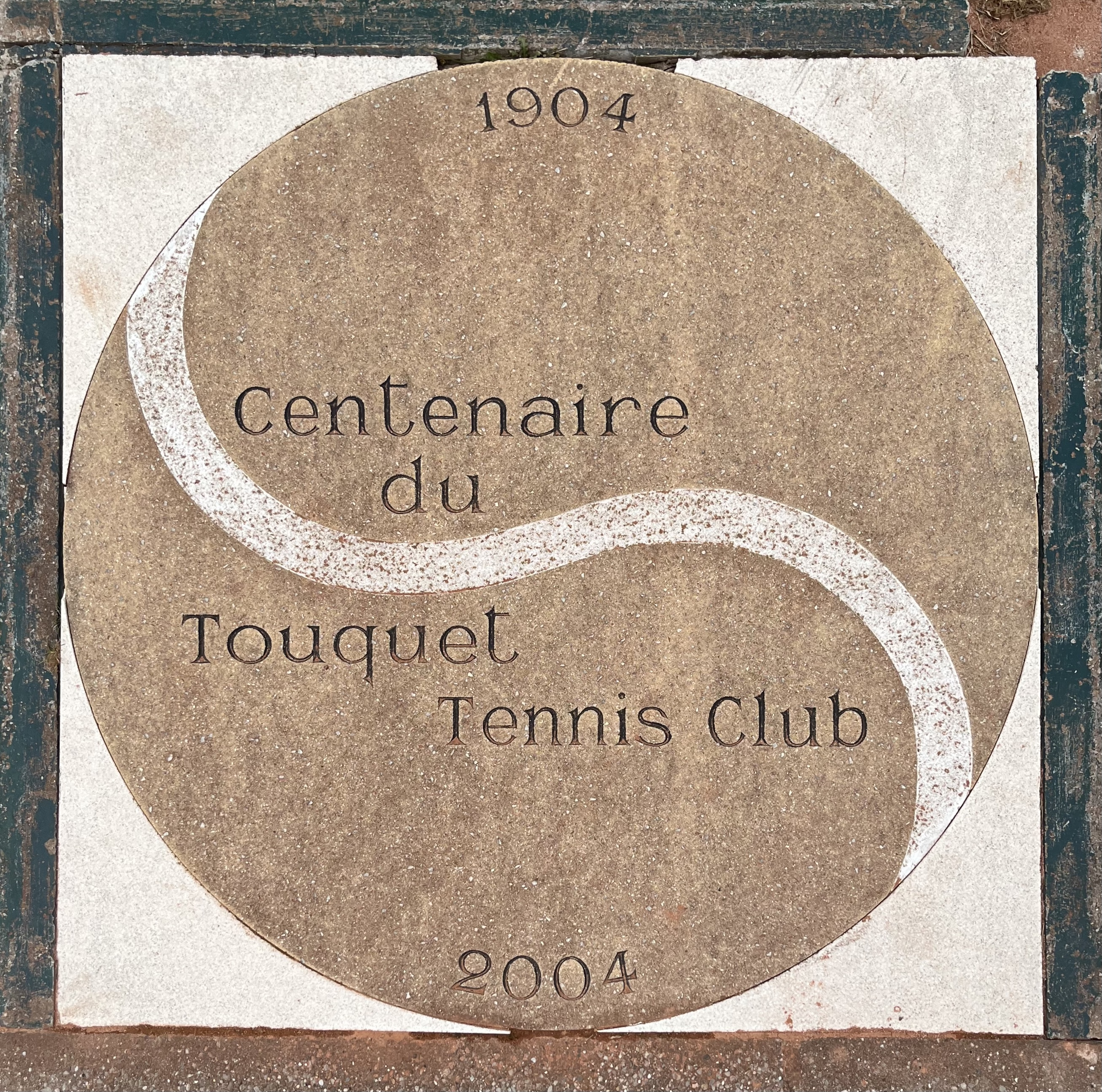
Célébration du centenaire.

L'histoire du tennis débute à Paris-Plage grâce aux nombreux Anglais, comme John Whitley et Allen Stoneham, qui ont développé la station, et qui devient, en 1912, la commune du Touquet-Paris-Plage.
En 1903, un club de tennis est fondé par Maurice Louis Bandeville. Les quatre premiers courts de tennis sont construits en 1904 à l'emplacement actuel des tennis, et en 1908, on en compte huit.  
Le 13 et 14 juillet 1904, inauguration par Pierre de Coubertin du « Champs des Sports » (course à pied, cross country, escrime, lawn-tennis, bicyclette…). 
Gaston Sainsard est le vice-président du Touquet-Tennis-Club. 
En 1912, on compte 11 courts de tennis avec une fréquentation journalière en saison d'environ 170 joueurs. 
En 1913, Suzanne Lenglen, âgée de 13 ans, remporte le tournoi international du Touquet. 
En 1920, Suzanne Lenglen, championne du monde de tennis, gagne le 13e tournoi de tennis au Touquet-Paris-Plage.
En 1921, on compte 17 courts de tennis.
Le 22 juillet 1923, est inauguré le pavillon du club de tennis réalisé sur les plans des architectes Charles Nicod, Émile Molinié et Albert Pouthier.
Les 1er août et 2 août 1931, l’équipe de France de la Coupe Davis, Brugnon, Merlin, Boussus et Bernard , ainsi que Cochet et Borotra, Mme Mathieu et Miss Ryan, joue au Touquet-Paris-Plage.
En 1933, on inaugure les nouvelles tribunes en ciment. 
La Seconde Guerre mondiale stoppe le développement du club, la reprise se fait en 1946 avec la réouverture de six courts.
Le 6 août 1950, inauguration du nouveau bar.
Le 30 et 31 juillet 1958, tournoi de tennis professionnel avec Ken Rosewall, Tony Trabert, Pancho Segura, Lew Hoad.
En 1963, construction de 2 courts en MATECO.
En 1964, Jean Sainsard, fils de Gaston Sainsard, fait l'acquisition des tennis et réalise la modernisation des infrastructures du club, on lui doit l'agrandissement du club-house et, en 1965, la création de la piscine du tennis. Création de trois courts en gazon.
La ville rachète les tennis en 1973, en 1974, construction d'une salle avec cinq courts couverts, en 1979, création de quatre courts de tennis en MATECO et en 2010, quatre courts de tennis en terre sont entièrement refaits en qualité Roland-Garros.

### Autres places tennistiques
En 1912, des courts de tennis sont créés, avenue Jean Bart, par Paul Ridoux et en 1914, deux courts sont créés au Golf à proximité du Golf-Hôtel, ces deux lieux n'existent plus.

## Compétitions
Le pôle tennistique Touquet Tennis Club est le 4e complexe tennistique de France par la quantité de ses courts et le 1er complexe tennistique de France par le nombre de terrains en terre battue. Il accueille chaque année la finale européenne de la Junior Davis Cup (anciennement coupe Jean Borotra), créée au Touquet-Paris-Plage en 1972, dans laquelle s'illustrent les futurs champions au niveau mondial, ainsi que l'Open Féminin du Touquet-Paris-Plage, tournoi de tennis français de la catégorie du « circuit national des grands tournois féminins » dont il est un tournoi majeur. Un tournoi féminin de la Fédération internationale de tennis comptant pour la Women's Tennis Association a été organisé dans le club jusqu'en 2006.
Les plus grands champions ont foulé les courts du Touquet Tennis Club : Suzanne Lenglen, Jean Borotra, Henri Cochet, Marcel Bernard, Ken Rosewall, Andrés Gimeno, Pierre Darmon, Rafael Nadal, Andy Murray, Novak Djokovic, Alexander Zverev, Yannick Noah, Martina Navrátilová, Justine Henin, Amélie Mauresmo, Dominique Monami-Van-Roost, Ana Ivanović, Nathalie Dechy, Alizé Cornet, Aravane Rezaï, etc.

## Équipements
- un central de 900 places en terre battue.
- 21 courts extérieurs en terre-battue dont trois « tout temps » avec éclairage.
- trois pistes de padel.
- cinq courts couverts chauffés en résine.
- mini-tennis, touchtennis.
- un pro-shop, tennis et piscine, et spécialiste du cordage.
- un restaurant club-house avec deux terrasses.
- deux salles de réception.
- une piscine de 25 m de long et de 10 m de large.

## Galerie

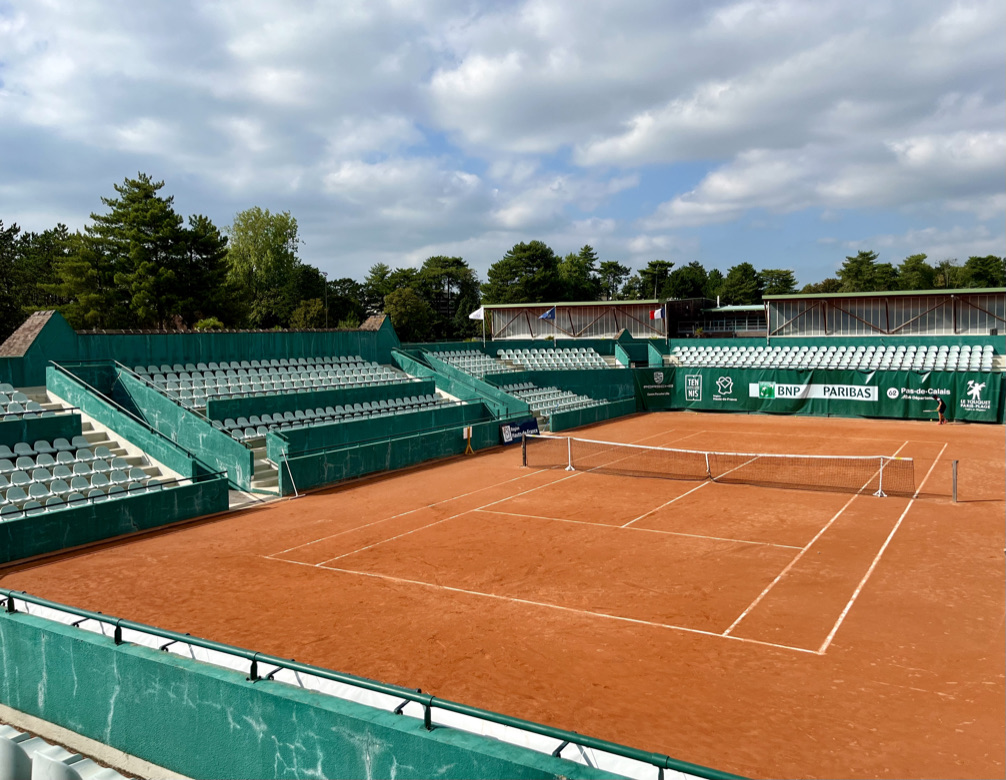
Le court central.
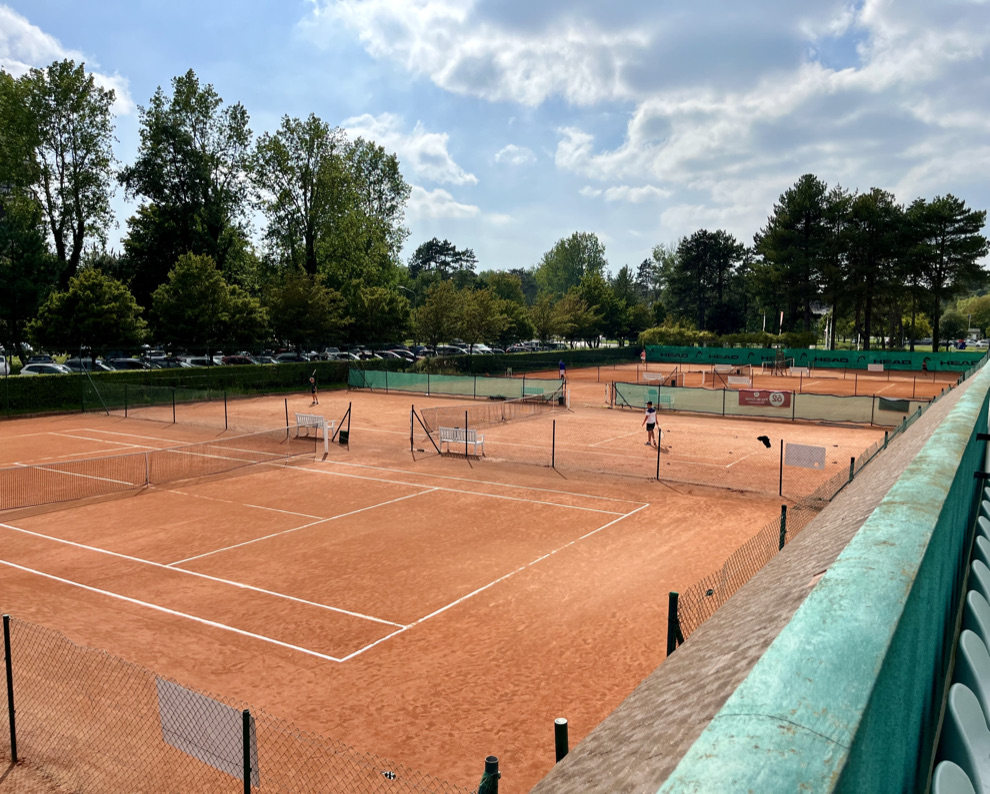
Les courts, côté sud.
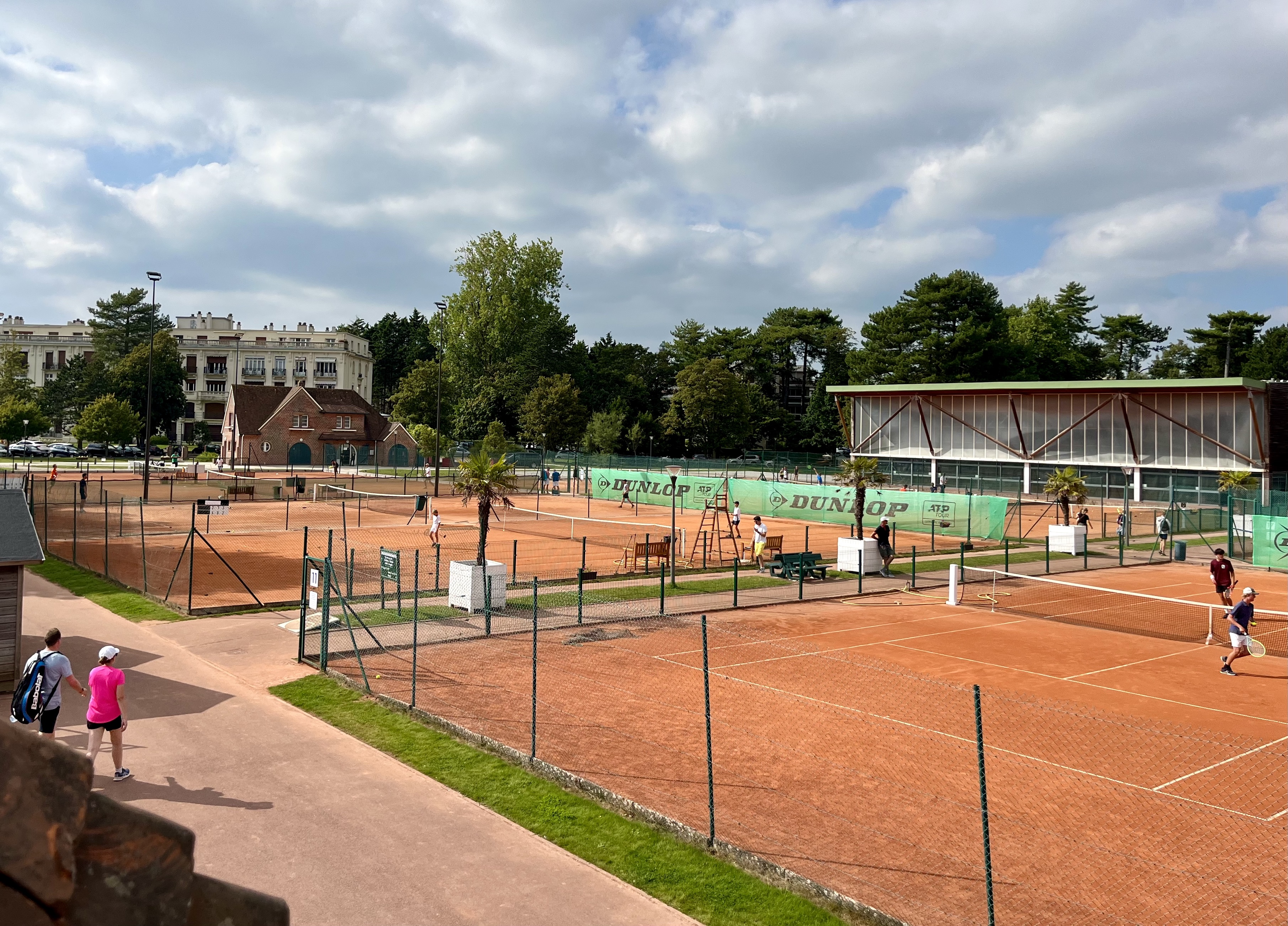
Les courts, côté nord.
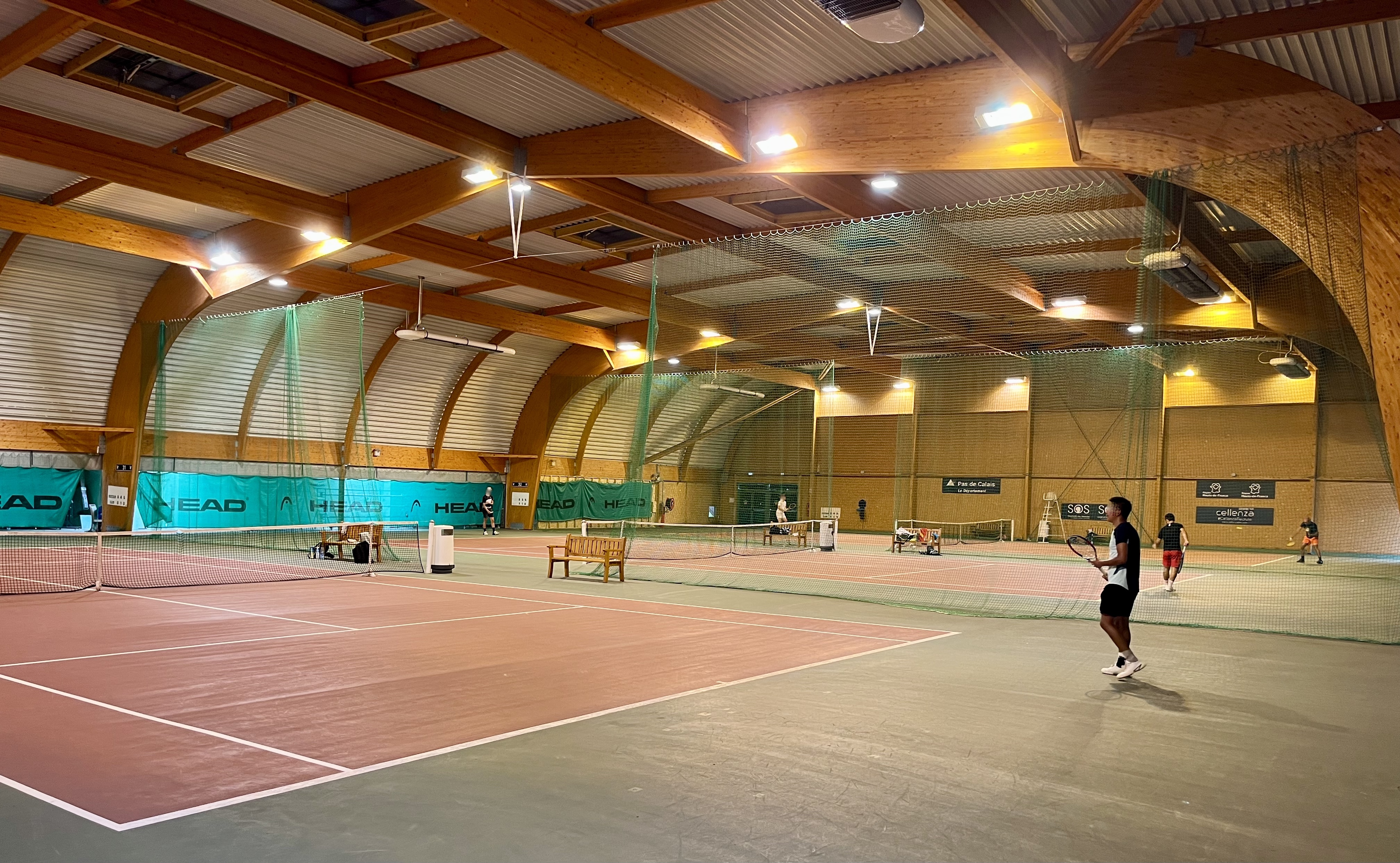
Les courts couverts.
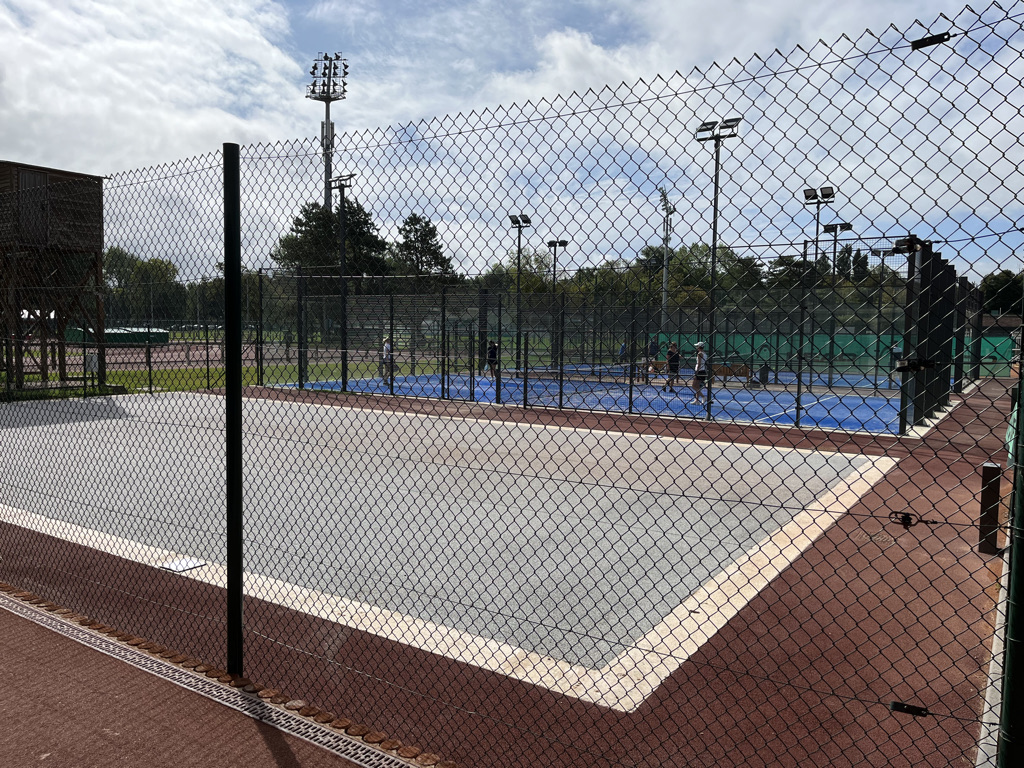
Les courts de padels.
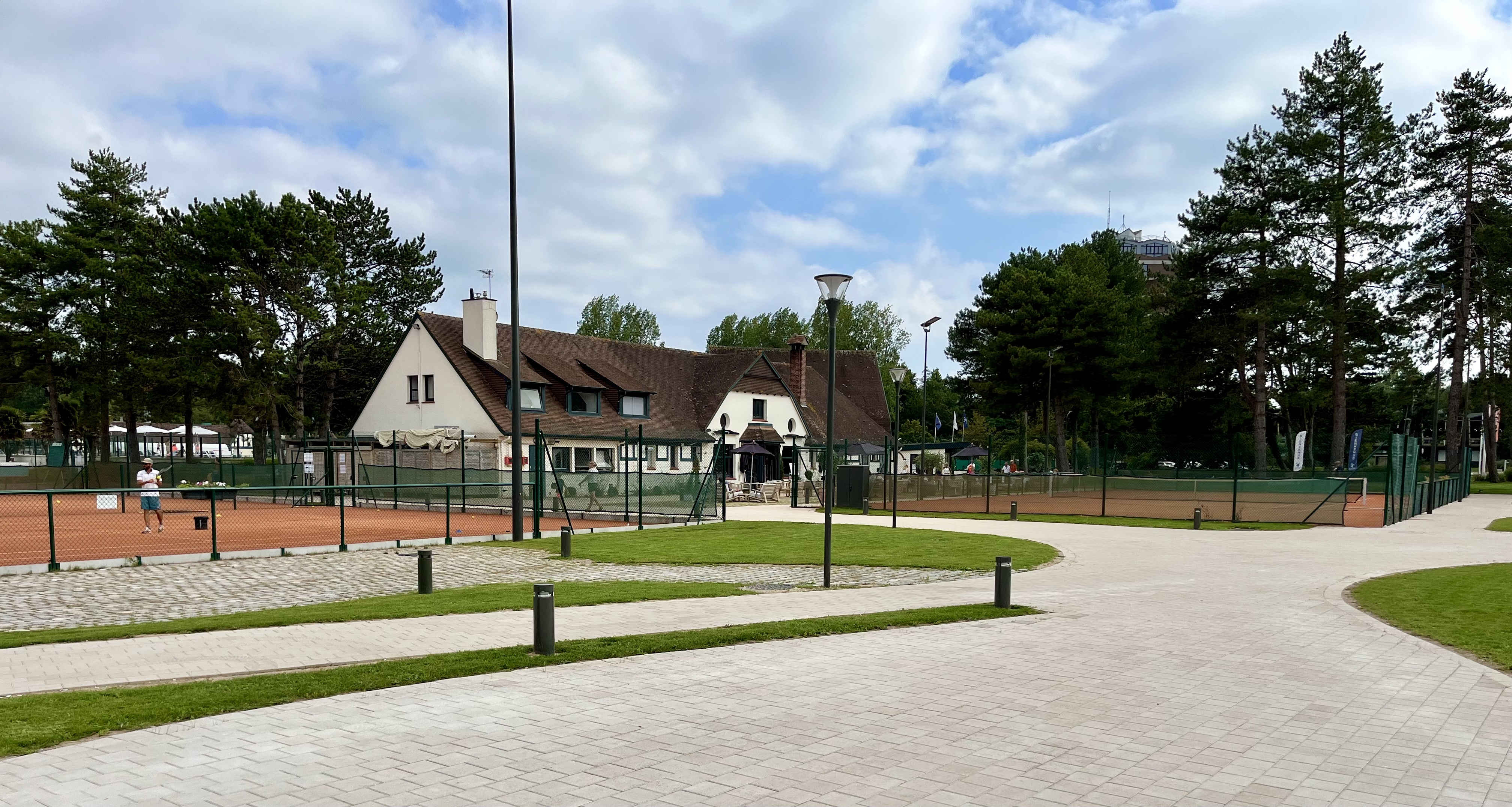
Le restaurant.
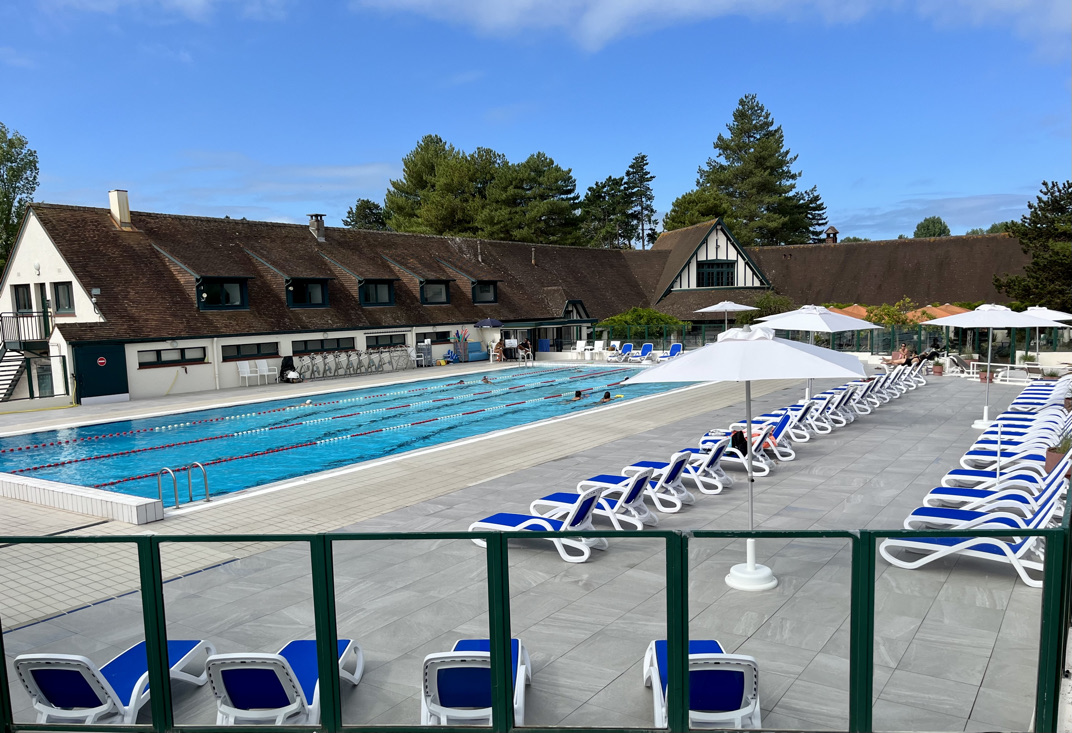
La piscine.
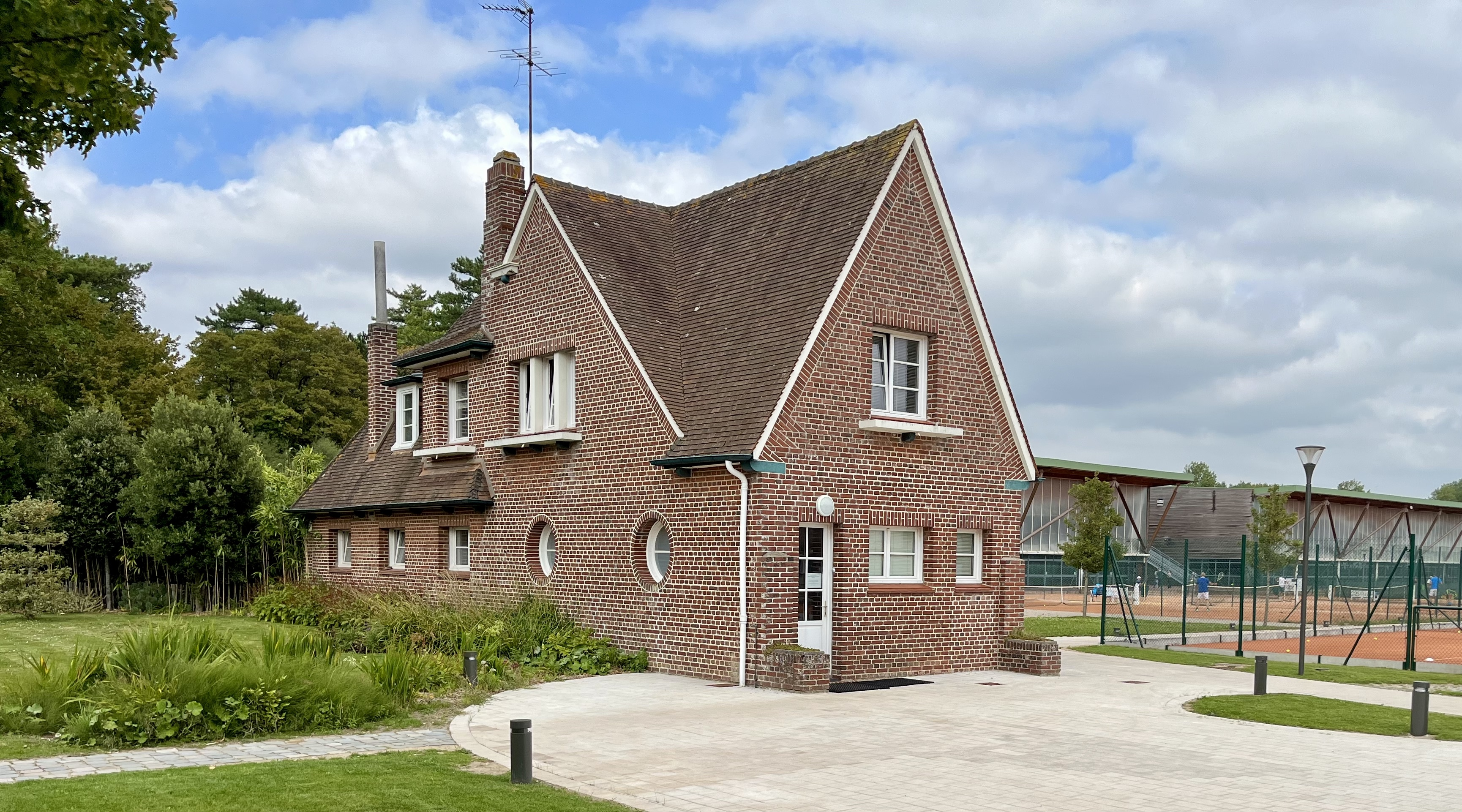
Le pôle sécurité.

## Pour approfondir

### Ouvrages et journaux
- J. Chauvet, C. Béal et F. Holuigue, Le Touquet-Paris-Plage à l'aube de son nouveau siècle 1882 - 1982, Éditions Flandres-Artois-Côte d'Opale, avril 1982

1. ↑  p. 66.
2. ↑  p. 69.
3. ↑  p. 73.
4. 1 2  p. 74.
5. ↑  p. 81.
6. ↑  p. 90.
7. ↑  p. 92.
8. ↑  p. 94.
9. ↑  p. 97.
10. ↑  p. 72.

- Journal municipal Le Touquet Magazine puis Le Touquet Paris-Plage Info

1. ↑  décembre 1999, p. 6.
2. ↑  juillet-août 2001, p. 11.

- Société académique du Touquet-Paris-Plage, 1912-2012 Un siècle d'histoires, Le Touquet-Paris-Plage, Éditions Henry, 2011, 226 p. (ISBN 978-2-917698-93-8)

1. 1 2 3 4  p. 106, écrits de Philippe Lyardet.

### Autres sources
1. ↑  Thierry Degelcke (photogr. Olivier Caenen), « Tennis : Junior Davis Cup, une édition aboutie qui ouvre d’autres perspectives », La Voix du Nord,‎ 8 août 2024 (lire en ligne , consulté le 9 août 2024).
2. ↑  Société académique de Paris-Plage, mémoires de la Société académique de Paris-Plage 1932 : vingt-septième année ; cinquantenaire du Touquet-Paris-Plage, L. Delambre-Deroussent Le Touquet-Paris-Plage, 1933, 34 p., p. 56.
3. ↑  « Histoire », sur Junior Davis Cup (consulté le 20 avril 2020)
4. ↑  
(en) « Junior Davis Cup », sur le site de la coupe Davis (consulté le 19 janvier 2012).
5. ↑  
« Open féminin 2011 », sur le site de l'Open Féminin du Touquet-Paris-Plage (consulté le 17 janvier 2012).
6. ↑  
« ITF féminins - OPEN INTERNATIONAL DU TOUQUET - EDITION 2006 », sur un site de la fédération française de tennis (consulté le 22 janvier 2012).
7. ↑  Kevin Carmina, « De Björn Borg à Jo-Wilfried Tsonga, quand les stars du tennis mondial défilaient au Touquet », La Voix du Nord,‎ 1er août 2022 (lire en ligne, consulté le 20 août 2022).